# Zorzines hiemalis
Zorzines hiemalis là một loài bướm đêm trong họ Noctuidae.